# Piotr Wilam
Piotr Wilam (ur. w 1966) – polski przedsiębiorca, pionier polskiego Internetu, twórca Wydawnictwa Pascal i Onet.pl i były prezes zarządu tej spółki, anioł biznesu. Obecnie przedsiębiorca w branży IT (innowacje).

## Wykształcenie
Ukończył filozofię na KUL, matematykę na Oksfordzie i ekonomię w London Business School.

## Kariera zawodowa
W 1991 r. założył wraz z Tomaszem Kolbuszem Wydawnictwo Pascal, które prowadziło sprzedaż słowników i programów multimedialnych, a później zaczęło wydawać przewodniki turystyczne. Był jednak przekonany, że przyszłość to internet, a nie wydawnictwa papierowe. Do spółki wniesiona została witryna OptimusNet.pl, jeden z pierwszych polskojęzycznych portali internetowych. Wspólnie z Kolbuszem rozpoczął rozmowy biznesowe z prezesem Optimusa Romanem Kluską. Owocem tych rozmów była spółka Optimus Pascal Multimedia, która powstała w 1998 r. W latach 1998–2001 biznes Kolbusza i Wilama rozwijał się tak szybko, że postanowili połączyć wydawnictwo Pascal, portal Onet i spółkę Optimus Pascal Multimedia w jeden podmiot – Optimus Pascal. W czerwcu 2001 r. Wilam i Kolbusz odsprzedali udziały w nowo powstałej spółce koncernowi ITI. W następnych latach Wilam był współtwórcą lub udziałowcem takich przedsięwzięć jak grono.net, merlin.pl czy Kino Polska. Obecnie, wraz z Markiem Kapturkiewiczem prowadzi spółkę Innovation Nest.

## Życie prywatne
Żonaty z Agatą Wilam (założyła i kieruje Fundacją Uniwersytet Dzieci). Posiadają czworo dzieci.